# جيسيكا كولينز
جيسيكا كولينز (بالإنجليزية: Jessica Collins)‏ (و. 1971 – م) هي ممثلة، وممثلة تلفزيونية، من الولايات المتحدة الأمريكية، ولدت في سكنيكتادي، نيويورك.

## وصلات خارجية
- جيسيكا كولينز على موقع IMDb (الإنجليزية)
- جيسيكا كولينز على موقع ألو سيني (الفرنسية)
- جيسيكا كولينز على موقع قاعدة بيانات الفيلم (الإنجليزية)
- جيسيكا كولينز على موقع كينوبويسك (الروسية)